# Julius Grunow

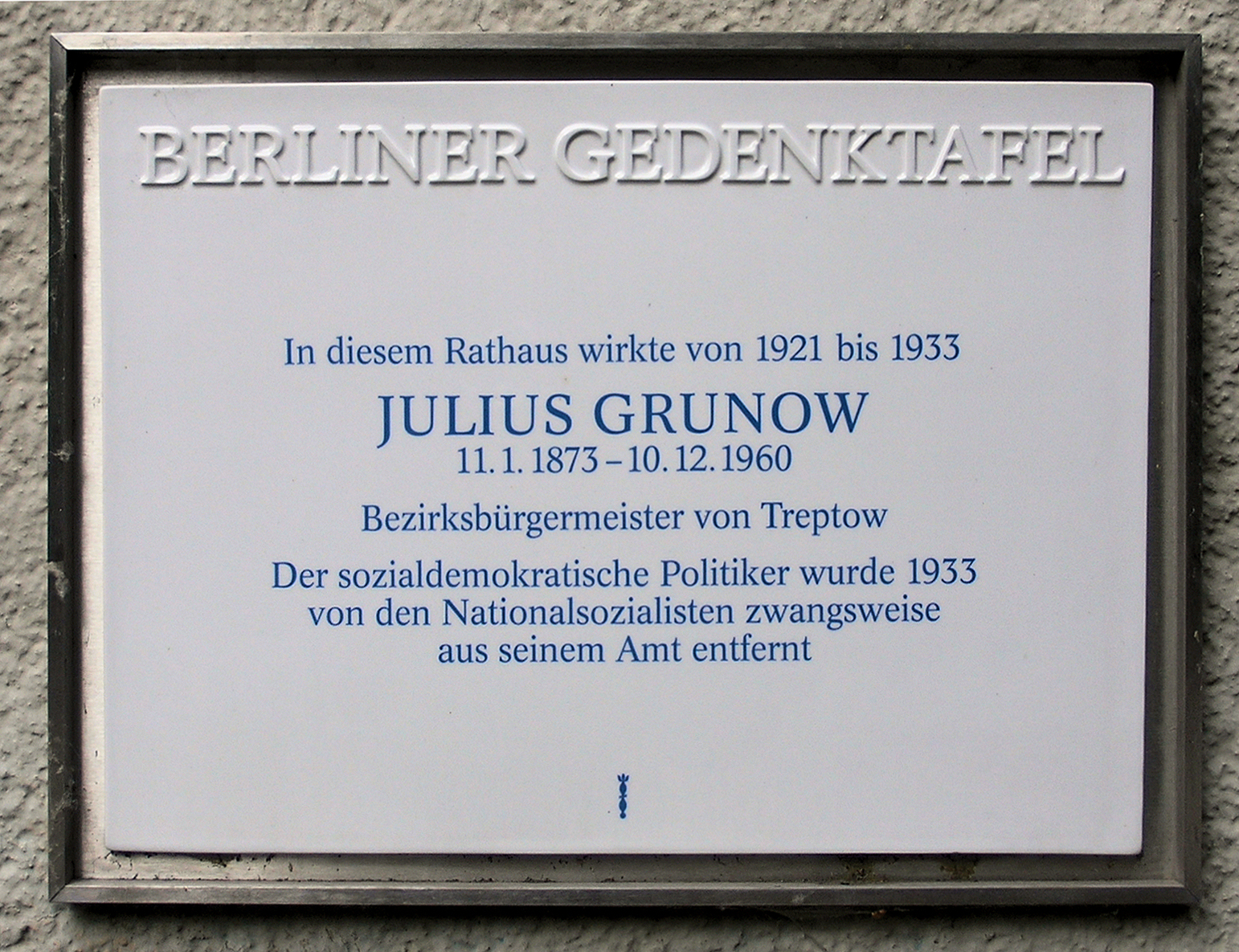
Berliner Gedenktafel am Rathaus Treptow

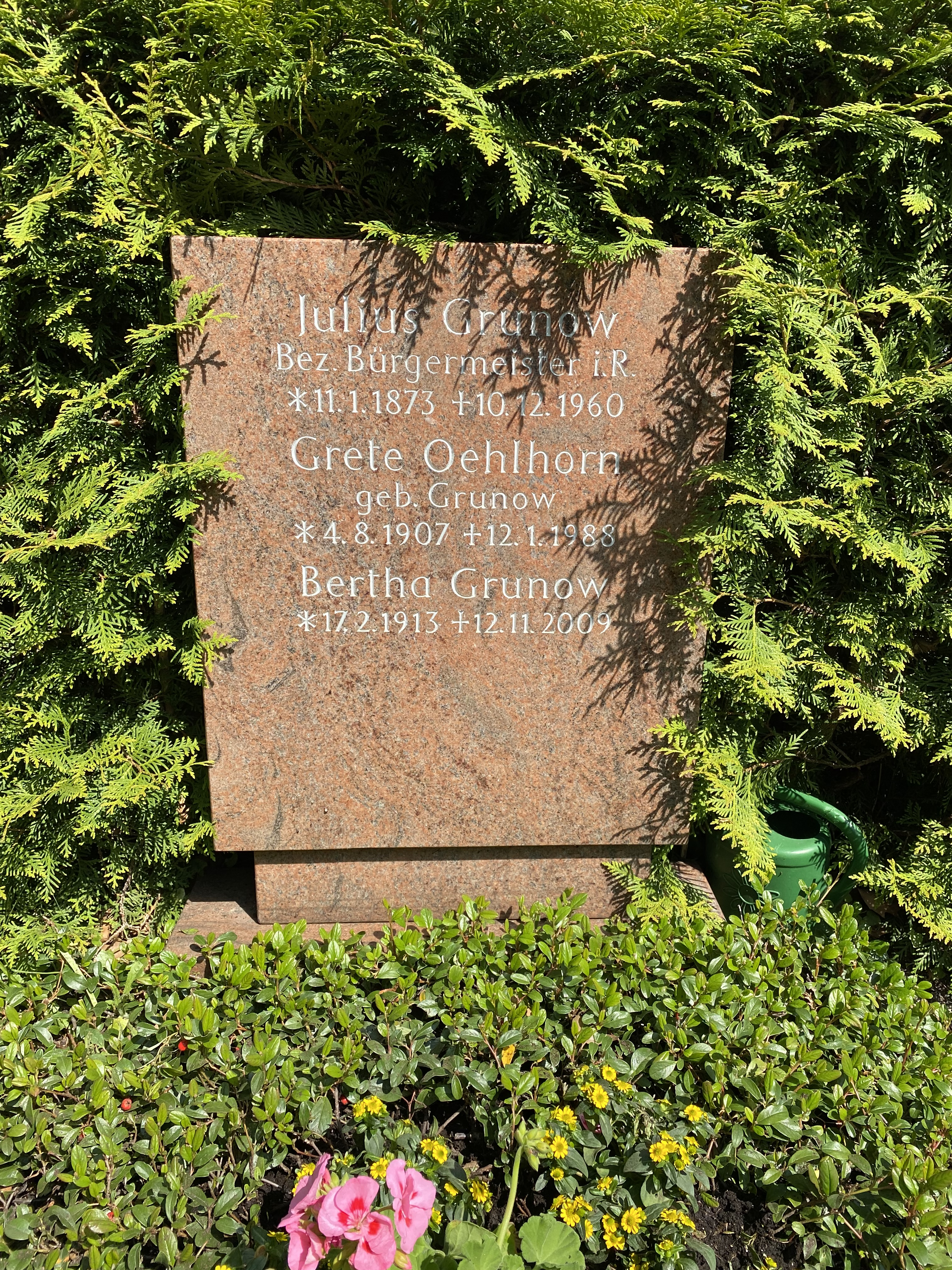
Grabstätte

Julius Grunow (* 11. Januar 1873 in Kaakstedt, Landkreis Templin; † 10. Dezember 1960 in West-Berlin) war ein deutscher Politiker (USPD, SPD).

## Leben
Grunow wurde für die SPD 1902 zum Gemeindeverordneten in Oberschöneweide bei Berlin gewählt. Im Ersten Weltkrieg war er ab 1916 Soldat, wurde aber 1917 vom Kabelwerk Oberspree als „kriegswichtig“ angefordert. 1917 wechselte er auch zur USPD. Durch das Groß-Berlin-Gesetz 1920 wurde Oberschöneweide eingemeindet, und die Bezirksversammlung des Bezirks Treptow wählte Grunow zum Bezirksbürgermeister von Berlin-Treptow. 1922 kehrte er zur SPD zurück. Bei der „Machtergreifung“ der Nationalsozialisten 1933 wurde er wegen der angeblich „mangelnden Eignung“ entlassen. Auch die üblichen Ruhestandsbezüge wurden ihm entzogen.
Nach dem Zweiten Weltkrieg erhielt Grunow 1958 eine Entschädigung für die entzogenen Bezüge als Bezirksbürgermeister.
Julius Grunow verstarb im Alter von 87 Jahren und wurde auf dem Friedhof Wilmersdorf beigesetzt.